# Febră pătată a Munților Stâncoși
Febra pătată a Munților Stâncoși  este o boală infecțioasă febrilă acută cauzată de bacteria Rickettsia rickettsii și transmisă la om de la de rozătoare și alte mamifere mici prin mușcătura unor căpușe ixodide (în special căpușa de pădure Dermacentor andersoni și căpușa canină Dermacentor variabilis). Febră pătată se întâlnește în America de Nord, în special în regiunea Munților Stâncoși din Statele Unite, precum și în Mexic și în America Centrală, boala apare și în America de Sud.. Febra pătată a Munților Stâncoși se caracterizează printr-o stare febrilă cu durata de 2-3 săptămâni, exantem cutanat (înroșire) asemănător cu cel din rujeolă, uneori hemoragic, care apare în a 6-a zi, mialgii, cefalee frontală severă și prostrație. Netratată, poate duce la deces, mortalitatea în cazurile netratate este de peste 20%. Această boală infecțioasă este tratată prin administrarea de antibiotice, tetraciclina și cloramfenicolul sunt eficiente. Un vaccin, recent pus la punct, este disponibil în Statele Unite.